# Éric Vatré
Éric Vatré est un journaliste et essayiste français né à Paris en mai 1956.

## Biographie
Éric Vatré de Mercy est membre de l'Association internationale pour le renouveau européen de Georges Gondinet et Daniel Cologne à la fin des années 1970.
Par la suite, il fait paraître des biographies sur Charles Maurras, Henri Rochefort, Léon Daudet et Henry de Montherlant. À partir de 1998, il collabore à la rédaction de plusieurs ouvrages historiques avec Jean-François Chiappe. Il a contribué à de nombreuses revues comme Défense de l'Occident ou La Place Royale.
En 1999, il signe pour s'opposer à la guerre en Serbie la pétition « Les Européens veulent la paix », à l'initiative du collectif Non à la guerre.
Il a utilisé les pseudonymes « Guillaume de Ferette », « Éric de Herst » et « Éric Verneuil ».

### Radio
À la fin des années 1980, il dirige un Libre journal sur Radio Courtoisie.

## Ouvrages
- Charles Maurras. Un itinéraire spirituel, Paris, Nouvelles éditions latines, 1978
- Montherlant. Entre le Tibre et l'Oronte, préface de Pierre de Boisdeffre, Paris, Nouvelles éditions latines, 1980.
- Henri Rochefort ou la Comédie politique au XIXe siècle, Paris, J. C. Lattès, 1984.
- Léon Daudet ou le Libre réactionnaire, Paris, France-Empire, 1987.
- (éd.), La droite du Père. Enquête sur la tradition catholique aujourd'hui, Paris, Guy Trédaniel, 1994  — témoignages de Luc-Olivier d’Algange, Jean Borella, Pierre Boutang, Bernard Bro, Gérard Calvet, Yves Congar, André Frossard, Olivier Germain-Thomas, Luc de Goustine, Jean Hani, Philippe Laguérie, Éric de Lesquen, Jean Madiran, Michel Michel, Thomas Molnar, Henry Montaigu, Jean Parvulesco, Jean-Marie Paupert, Jean Phaure, Marie-Dominique Philippe, Émile Poulat, Claude Rousseau, Gérard de Sorval, Georges Suffert, Angelico Surchamp, Gustave Thibon et Bernard Tissier de Mallerais.
- avec Jean-François Chiappe, Montesquieu. L'homme et l'héritage, Monaco ; Paris, Éditions du Rocher, 1998.
- avec Jean-François Chiappe, La Vendée des Cent-Jours, Paris, Perrin, 1999.
- avec Jean-François Chiappe, Histoire des droites françaises, Monaco ; Paris, Éditions du Rocher, 2001.
- avec Jean-François Chiappe, Histoire des droites françaises, Tome I, De 1789 au centenaire de la Révolution, Monaco ; Paris, Éditions du Rocher, 2001.
- avec Jean-François Chiappe, Histoire des droites françaises, Tome II, De 1889 à la condamnation de l'Action française, Monaco ; Paris Éditions du Rocher, 2003.